# Rafael Gutiérrez Girardot
Rafael Gutiérrez Girardot (Sogamoso, Boyacá, 5 de mayo de 1928-Bonn, Alemania; 26 de mayo de 2005) fue un filósofo, ensayista y editor colombiano.

## Biografía
Nació en Sogamoso (Boyacá) el 5 de mayo de 1928. Fue uno de los ensayistas y críticos más importantes de la literatura hispanoamericana. Realizó estudios especializados en filosofía alemana. Dictó la cátedra de Hispanistica en la Universidad de Bonn durante más de cuarenta años. Su escritura da cuenta de un notable conocimiento de las lenguas y los autores que tiene en consideración. 

### Estudios
Rafael Gutiérrez Girardot realizó sus estudios de primaria y secundaria en Sogamoso, bajo la guía de su abuelo Juan de Dios Girardot, a quien posteriormente dedicó su libro Horas de estudio. En 1947 ingresó a la Facultad de Derecho de la Universidad del Rosario en Bogotá, al tiempo que asistía a clases de filosofía en el recién creado Instituto de Filosofía de la Universidad Nacional de Colombia, cofundado por Rafael Carrillo, Danilo Cruz Vélez y Cayetano Betancur, profesores a los que Gutiérrez Girardot ha reconocido como sus mentores y maestros iniciales. Sus años universitarios fueron prolíficos, además, participó en diferentes actividades políticas y culturales. Gutiérrez se esforzó por superar los diferentes obstáculos académicos y publicó trabajos sobre autores y temas diversos: el tomismo moderno, Jean Paul Sartre, Julián Marías, Camilo José Cela, José Ortega y Gasset, Fernando Arbeláez, Porfirio Barba-Jacob y el existencialismo, entre otros. Estos ensayos juveniles aparecieron en la Revista del Colegio Mayor del Rosario, de la que fue nombrado director en aquellos años, en las revistas bogotanas Tierra Firme y Bolívar, y en las páginas literarias del diario conservador El Siglo. Paralelamente, participó en la formación de un fugaz movimiento político de tendencias derechistas llamado Revolución Nacional, en el cual figuró como dirigente al lado del ensayista y traductor Hernando Valencia Goelkel, el poeta Eduardo Cote Lamus, el filósofo Ramón Pérez Mantilla y el posterior integrante del Opus Dei, José Galat. 
Exasperado por la grave situación de violencia política y por la deficiente calidad educativa de la universidad colombiana, en 1950 decidió estudiar filosofía en Europa, apoyado por el entusiasmo del profesor Carrillo y sus amigos Pablo Casas y Cecilia Dupuy. A sus veinte años ya leía francés e inglés y, directamente del alemán a Martin Heidegger y Edmund Husserl. Gutiérrez era un estudiante aventajado, pero encerrado por el ámbito provinciano. Viajó a España con una beca insuficiente y asistió a los cursos del filósofo Xavier Zubiri. Al mismo tiempo, estudió sociología en el Instituto de Estudios Políticos, y en 1953 viajó a Alemania, donde, invitado personalmente por Heidegger, asistió a los seminarios de su segunda época. Ingresó a estudiar humanística en la Universidad de Friburgo de Brisgovia, donde hizo su doctorado bajo la dirección de Hugo Friedrich, autor de Montaigne (1949) y Estructura de la lírica moderna (1955).

### Trabajos y obra
Durante los años en Europa, Gutiérrez fue hábil en superar los acosos económicos con becas y trabajos fugaces. En Madrid dictó una cátedra de Mundo Hispánico, en la Escuela Oficial de Periodismo, y en Santander, en la Universidad Menéndez y Pelayo, un seminario de verano. En 1953 contrajo matrimonio con una alemana, Marliese, con la que tuvo dos hijas: Martella y Bettina; y unos meses después fue contratado como profesor por el Instituto Iberoamericano de Gotemburgo, anexo a la Escuela de Comercio de Gotemburgo en Suecia, reemplazando a Jorge Luis Borges, quien había rechazado el cargo. En Gotemburgo comenzó su colaboración con Nils Hedberg, fundador y director del Instituto, en cuya serie de publicaciones Gutiérrez publicó dos libros (sobre Reyes y Borges).
Gutiérrez colaboró en la prestigiosa y moderna revista colombiana Mito, con artículos sobre Hegel y la dialéctica, en la edición de Karl Schlechta de las obras completas de Friedrich Nietzsche y a propósito del homenaje a Jorge Luis Borges. También tradujo al castellano, directamente del alemán, diversos textos de Martin Heidegger que aparecieron en Mito, y en las revistas Bolívar, Cuadernos Hispanoamericanos e Ideas y Valores. En 1955, deslumbrado por El deslinde y Última Tule, publicó La imagen de América en Alfonso Reyes, donde ya se vislumbran algunas de las características generales de la prosa de Gutiérrez: precisión conceptual, ánimo polémico con el presente histórico y devoción por América Latina y sus utopías. En 1956, por mediación de su amigo Eduardo Cote Lamus, quien era cónsul en Fráncfort, ingresó como traductor a la embajada colombiana en Bonn. Ascendido a agregado cultural, durante diez años observó los cambios habituales propios del ámbito diplomático.  
En 1959 fundó, con Francisco Pérez González, la editorial Taurus; allí apareció En torno a la literatura alemana (1959), trabajo donde se divulgan y presentan, con sistematicidad y en traducción aceptable, autores como el poeta Gottfried Benn, el polemista austriaco Karl Kraus, el diarista de la Primera Guerra Mundial Ernst Jünger, el discípulo de Stefan George, Max Kommerell y el poeta suicida E. W. Winckler. En este mismo año publicó Jorge Luis Borges. Ensayo de interpretación, obra que le valió el reconocimiento y la amistad personal del escritor argentino. Durante estos años, Gutiérrez Girardot trabajó en la Universidad de Colonia y organizó los primeros cursos sobre literatura latinoamericana. A1 mismo tiempo publicó ensayos en revistas españolas y periódicos colombianos (El Tiempo) y argentinos (La Nación), sobre temas diversos: Thomas Mann, Ernst Bloch, Quevedo, Tomás Carrasquilla, Heinrich von Kleist, Georg Lukács, Walter Benjamin (que aparecerán compilados en El fin de la filosofía y otros ensayos 1968). Pero los trabajos sobre asuntos literarios y filosóficos no lo apartaron de las preocupaciones políticas y educativas: el tema de la universidad de América Latina comenzó a rondarlo con insistencia.  
Fruto de su investigación y contra las propuestas del norteamericano Rudolph P. Atcon, publicó, en 1965, el ensayo "Diez tesis sobre el tema: Universidad privada y subdesarrollo", incluido en un volumen colectivo dirigido por Hans-Albert Steger; allí acusó a la universidad privada de destruir la pública, fomentar el clasismo y la violencia social, dirigir la investigación según intereses empresariales particulares, rebajar la calidad científica y corromper la base del ethos académico y profesional. En 1966 Gutiérrez Girardot fue degradado de su cargo en la embajada y trasladado al Ministerio de Relaciones en Bogotá. Sin embargo, su labor profesoral no se interrumpió: enseñó filosofía del derecho en la Universidad Externado de Colombia, filosofía en la Universidad La Gran Colombia, estilística en el Instituto Caro y Cuervo, y dirigió un seminario sobre Hegel en el Departamento de Ciencia Política de la Universidad de los Andes. Este año la Editorial Universitaria de Buenos Aires, EUDEBA, publicó su magnífico trabajo de scholar, Nietzsche y la filosofía clásica. Decepcionado de la universidad colombiana, regresó a Alemania en, 1967, a trabajar en el Centro de Investigación Social de la Universidad de Münster. Después dio clases de sociología, como profesor invitado, en la Universidad de Bochum. Por la misma época, fue llamado por la Universidad de Bonn y el Barnard College de la Universidad de Columbia en Nueva York, para dictar clases de literatura española e hispanoamericana. Finalmente, en abril de 1970 fue nombrado profesor titular del departamento de Hispanística en la Universidad de Bonn; Gutiérrez Girardot dirigió, reconstruyó y modernizó este departamento hasta 1993, cuando se retiró de la Universidad, al tiempo que era galardonado con la emeritación, en reconocimiento a su calidad científica. Se convirtió así, en el profesor colombiano más importante en el extranjero. 
Desde 1970 Gutiérrez ha ofrecido conferencias y participado en múltiples foros y seminarios relacionados con América Latina. En el medio académico internacional es reconocido y frecuentemente polemizado. Sus opiniones, rigurosas y creadoras, siempre provocan debate. También ha ganado un número mayor de lectores interesados en sus obras. Desde este año, estas han crecido en calidad e intereses académicos: Poesía y prosa en Antonio Machado (1969, 1989), Horas de estudio (1976), Modernismo (1983, 1987), Aproximaciones (1986), Hispanoamérica: Imágenes y perspectivas (1989), Temas y problemas de una historia social de la literatura hispanoamericana (1987), La formación del intelectual hispanoamericano en el siglo XIX (1990), Provocaciones (1992). Además, ha escrito prólogos y artículos especiales para libros sobre Martin Heidegger, Hugo Friedrich, Franz Kafka, César Vallejo, José Asunción Silva, Pedro Henríquez Ureña y Jorge Guillén. Es importante destacar, igualmente, las traducciones del alemán hechas por Gutiérrez Girardot: la Histórica de Droysen, Humanismo occidental de Hugo Friedrich, Lenz de Georg Büchner, Max Weber y la Sociología de la Historia de Janosca-Bendl, entre otras. 
Dentro del género ensayístico, su obra se constituye en la más acabada dentro del panorama intelectual colombiano del siglo XX. Su forma de trabajo: amor y rigor por el estudio, empeño por conocer mejor su propio país y continente (según el viejo ideal de Domingo Faustino Sarmiento), actitud polémica con personas e instituciones que fomentan y mantienen la mediocridad espiritual, divulgación de la tradición intelectual americana, es un modelo para las nuevas generaciones.
En 2002 recibe el Premio Internacional Alfonso Reyes.

## Pensamiento y obra
La tesis de Gutiérrez Girardot es que una “estética basada en la modestia”, cualidad asumida por el “hijo de vecino” en que se ha visto transformado el artista del siglo XX, es una estética que puede reflexionar muy lúcidamente sobre los entresijos de la creación literaria y, simultáneamente, puede practicarla también de modo admirable.
Gutiérrez-Girardot será recordado como uno de los intelectuales que introdujo la obra de Walter Benjamin al mundo intelectual hispano; como prologuista de Hugo Friedrich, Heidegger, Franz Kafka; y traductor de Nietzsche, Hölderlin, Royse, Janoska-Bendl, entre otros.

## Libros publicados
- La imagen de América en Alfonso Reyes (1955)
- Jorge Luis Borges: ensayo de interpretación (1959)
- En torno a la literatura alemana contemporánea (1959)
- El fin de la filosofía y otros ensayos (1968)
- Nietzsche y la filología clásica (1966)
- Poesía y prosa en Antonio Machado (1969)
- Horas de estudio (1976)
- Modernismo (1983) ampliado y corregido en 1987 como: Modernismo: supuestos históricos y culturales
- Aproximaciones (1986)
- Temas y problemas para una historia social de la literatura hispanoamericana (1989)
- Machado: reflexión y poesía (1989)
- Hispanoamérica: imágenes y perspectivas (1989)
- Provocaciones (1992)
- La formación del intelectual hispanoamericano en el siglo XIX (1992)
- Cuestiones (1994)
- Moriré callando: tres poetisas judías Gertrud Kolmar, Else Lasker-Schuler, Nelly Sachs (1996)
- Insistencias (1998)
- Jorge Luis Borges: el gusto de ser modesto, siete ensayos de crítica literaria (1998)
- César Vallejo y la muerte de Dios (2000)
- El intelectual y la historia (2001)
- Entre la ilustración y el expresionismo: figuras de la literatura alemana (2004)
- Heterodoxias (2004)

Póstumos
- Tradición y ruptura (2006)
- Pensamiento hispanoamericano (2006)
- Ensayos sobre literatura colombiana (2 vols.) (2011) (vol. 1: Desde "La literatura colombiana en el siglo XX" hasta "García Márquez y Moreno Durán"; vol. 2: Desde "¿Fue José Asunción Silva un dandy?" hasta "Álvaro Mutis o la retórica del conservadurismo")
- El ensayo en lengua española en el siglo XIX (2012)